# Kraftfahrzeugelektriker

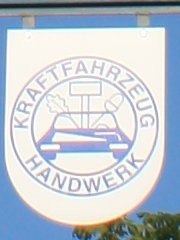
Wappen des Kraftfahrzeughandwerks

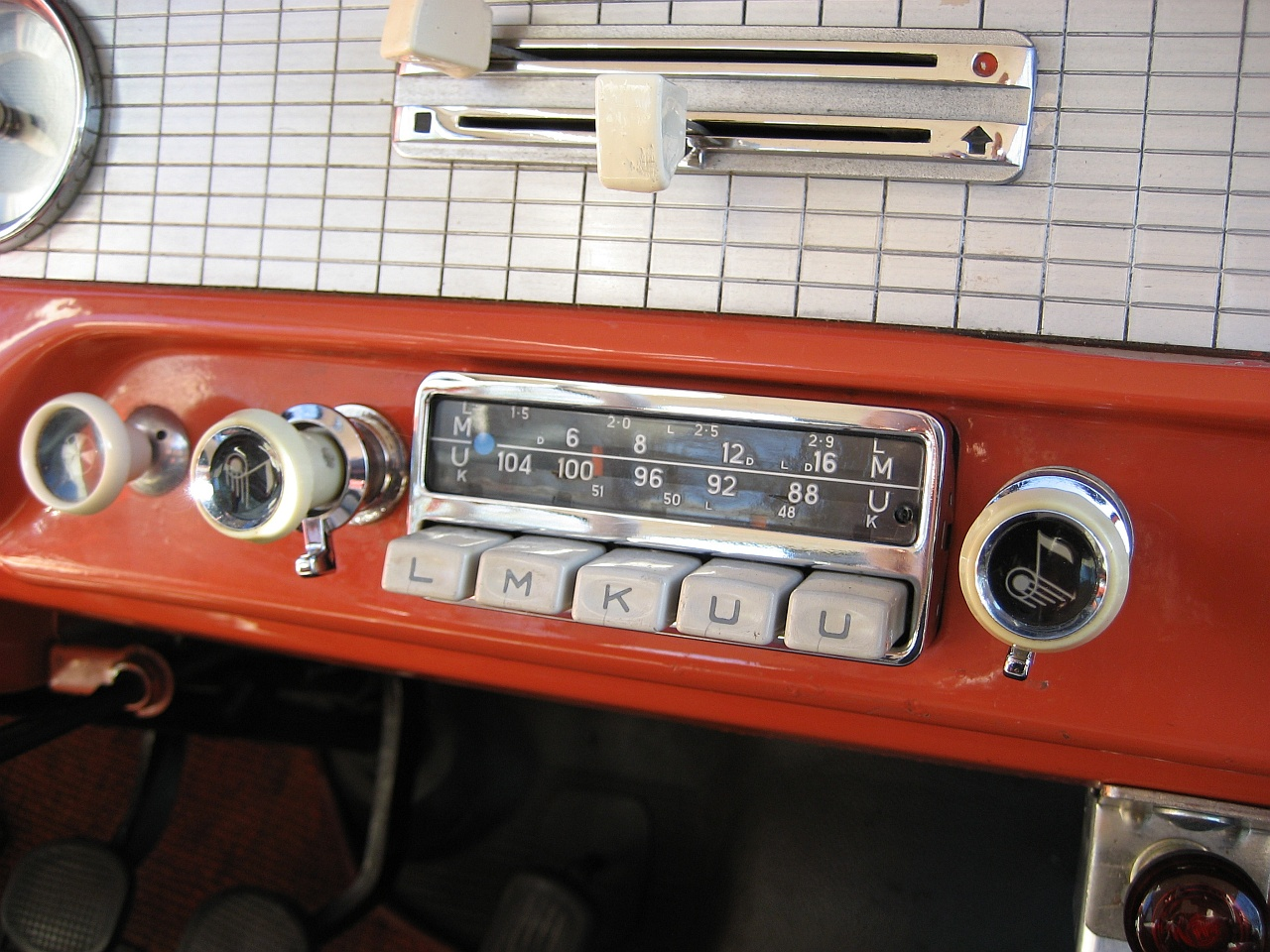
Autoradio Blaupunkt „Köln“ in einem Ford Taunus 17M

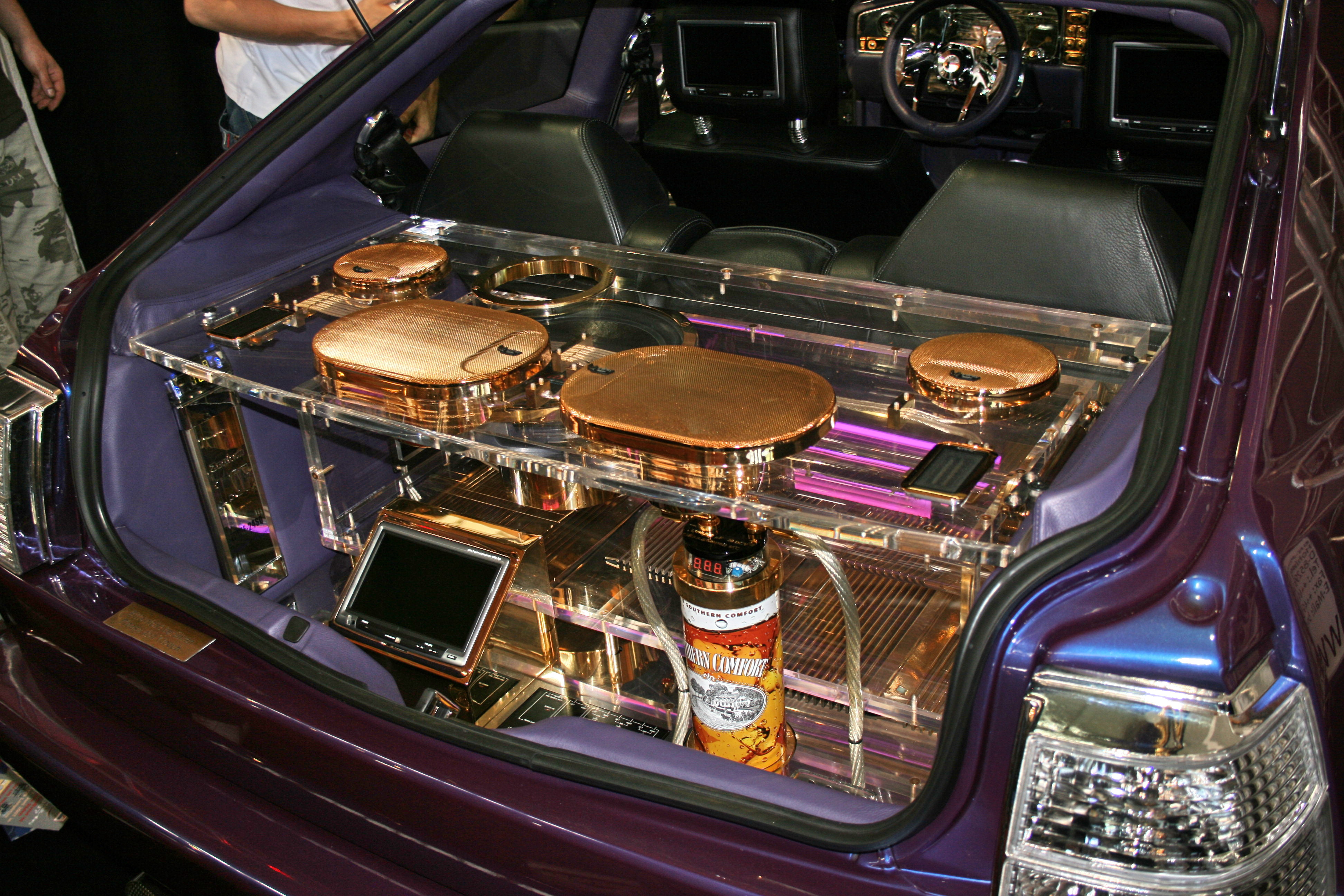
Aufwendige Einzelanfertigung: Soundanlage im Heck

Kraftfahrzeugelektriker war von 1937 bis 2003 ein anerkannter handwerklicher Ausbildungsberuf in Deutschland. Die Lehrzeit betrug drei Jahre.
Im Jahr 2003 wurden die Berufsbilder des Kraftfahrzeugmechanikers und des Kraftfahrzeugelektrikers zum neuen Ausbildungsberuf Kraftfahrzeugmechatroniker zusammengelegt. Mit der neuen Berufsbezeichnung wurde auf die veränderten Anforderungen im Kraftfahrzeugtechnikerhandwerk reagiert.

## Berufsbild
Kraftfahrzeugelektriker warteten und reparierten alles, was am Auto elektrisch betrieben wurde: vom Anlasser über die Zündung bis zur Beleuchtung. Sie übernahmen auch den Neueinbau von Radios und Sprechfunkgeräten und waren für die einwandfreie Installation von Leitungen, Armaturen und Aggregaten zuständig. Ihre wichtigste Aufgabe war die Funktionsprüfung von Leitungen und elektrischen Ausrüstungen der Kraftfahrzeuge bei den regelmäßigen Inspektionen. Mit Hilfe von Mess-, Prüf- und Testgeräten spürten sie die Fehler auf und beseitigten sie. Kraftfahrzeugelektriker arbeiteten in der Regel in geschlossenen Werkhallen von Kraftfahrzeuginstandsetzungsbetrieben – meist eng mit den Kraftfahrzeugmechanikern zusammen.

## Geschichte
Automobile haben sich von motorisierten Fahrzeugen mit kutschenähnlichen Aufbauten des späten 19. Jahrhunderts stetig weiterentwickelt. Konnten diese anfangs meist noch von einfachen Dorfschmieden und Schlossern gebaut, gewartet und instand gesetzt werden, so waren schon bald spezialisierte Fachkräfte notwendig, um die immer aufwendigere Technik zu warten und zu reparieren.
Die magnettechnische Zündung wurde bereits Ende des 19. Jahrhunderts entwickelt, aber erst seit 1937 ist das Kraftfahrzeugelektrikerhandwerk zu einem eigenständigen handwerklichen Beruf ernannt worden. Die Spezialisierung ergab sich, weil das Anforderungsprofil an einen Kraftfahrzeugelektriker im Vergleich zu einem damaligen Kraftfahrzeugmechaniker unterschiedlich war. Das Zurechtfinden in komplexen Funktionssystemen und der Umgang mit der Elektrizität an sich erforderten andere Fertigkeiten und Kenntnisse als das mit mehr Geschick an metallhandwerklichen Fertigkeiten ausgestattete „Überholen“ eines Kraftfahrzeugs durch den Kraftfahrzeugmechaniker.

## Weiterbildungsmöglichkeiten
Kraftfahrzeugelektriker hatten nach erfolgreicher Ablegung der Gesellenprüfung mehrere Möglichkeiten, sich beruflich weiterzubilden:
- Kraftfahrzeugelektrikermeister
- Staatlich geprüfter Mess- und Regeltechniker
- Dipl.-Ing. (FH) Elektronik und Regeltechnik

## Bekannte Kraftfahrzeugelektriker
- Rudi Altig (1937–2016), Radrennfahrer, Weltmeister im Bahn- und Straßenradsport
- Peter Fenten (* 1958), Bundesliga-Fußballspieler beim MSV Duisburg
- Fritz Fischer (1917–1982), Unternehmer und Politiker (SPD), Mitglied der Bremischen Bürgerschaft
- Thomas Frühwirth (* 1981), Sportler (Paratriathlon und Handbiker im Paracycling)
- Lois Hechenblaikner (* 1958), Fotograf
- Wolfgang Hermann (* 1944), Politiker (FDP) und Mitglied des Niedersächsischen Landtags
- Dieter Ingendae (* 1959), Bundesliga-Fußballtorwart bei Bayer 05 Uerdingen
- Bruno Itschner (1940–2024), Ingenieur, Hochschullehrer und Autor
- Wolfgang Kietzer (* 1947), Politiker (SPD) und Mitglied der Bremischen Bürgerschaft
- Bodo Krämer (1945–2003), Schauspieler
- Bodo Lorenzen (1947–2018), Mentalist und Entertainer
- Christian Mildenberger (* 1984), Politiker (CDU) und Lobbyist im Bereich Erneuerbare Energien
- Hans-Peter Müller (* 1955), Politiker (SPD) und Gewerkschafter
- Bernd Naschke (1943–2017), Fußballspieler bei Arminia Bielefeld
- Günter Niederbremer (1946–2012), Politiker (CDU), Mitglied der Bremischen Bürgerschaft und Bremer Staatsrat
- Giovanni Parrilla (1911–1976), Gründer des italienischen Motorradherstellers Parilla
- Siegfried Poblotzki (1917–1997), Drogist, Unternehmer, Grafiker, Kunstmaler und Heimatforscher
- Jürgen Reuter (* 1941), Schauspieler
- Hansjörg „Hande“ Weigel (1943–2020), Bürgerrechtler und Pazifist
- Horst Westphal (1929–2019), Schauspieler